# 판도라 (텔레비전 프로그램)
《판도라》는 매주 월요일 밤 10시 10분에 방송되는 정치 토크 쇼 전문 교양 프로그램이다.

## 기획 의도
정계 원로와 각 분야의 정치 고수들이 한데 모여 한국 정치의 민낯을 해부하고 정치판의 숨겨진 비밀인 판도라의 상자를 연다는 의도로 기획된 프로그램.

## 방송 시간
| 방송 채널 | 방송 기간                          | 방송 시간                    |
| --------- | ---------------------------------- | ---------------------------- |
| MBN       | 2017년 2월 16일 ~ 2017년 11월 30일 | 매주 목요일 밤 11:00 ~ 12:30 |
| MBN       | 2017년 12월 11일 ~ 2021년 5월 10일 | 매주 월요일 밤 9:30 ~ 11:00  |
| MBN       | 2021년 5월 31일 ~ 2022년 6월 6일   | 매주 월요일 밤 9:30 ~ 11:00  |
| MBN       | 2021년 5월 17일 ~ 2021년 5월 24일  | 매주 월요일 밤 11:00 ~ 12:30 |
| MBN       | 2023년 11월 27일 ~ 2024년 6월 3일  | 매주 월요일 밤 11:00 ~ 12:30 |
| MBN       | 2022년 6월 13일 ~ 2023년 11월 20일 | 매주 월요일 밤 9:10 ~ 10:40  |
| MBN       | 2025년 4월 7일 ~ 현재              | 매주 월요일 밤 10:10 ~ 11:40 |

## 역대 진행자
- 1대 : DJ 배철수
- 2대 : 배우 김승우
- 3대 : 최윤영
- 4대 : 김현정
- 5대 : 송주영

## 출연자
현재
- 정청래
- 하태경 (임시 패널)
- 탁석산 (임시 패널)
- 김학용 (임시 패널)

과거
- 박찬종
- 조주희
- 차명진
- 故 정두언

## 같이 보기
관련 항목
- 토크 쇼

방송 프로그램
- 써클하우스, 관계자 외 출입금지 (SBS TV)
- 썰전 (JTBC)
- 속풀이쇼 동치미 (MBN)
- 강적들 (TV조선)
- 외부자들 (채널A)
- 오늘 아침 1라디오, 세상의 모든 정보, 라디오 전국일주 (KBS 1라디오)
- 스포왕 고영배 (MBC FM4U)
- 임형주의 너에게 주는 노래 (cpbc FM)
- 건강한 아침 김초롱입니다 (MBC 표준FM)